# Federico Bravo
Federico Bravo (Jesús María, 5 ottobre 1993) è un calciatore argentino, centrocampista del Chacarita Juniors.

## Caratteristiche tecniche
Mediano, può giocare anche come centrocampista centrale.

## Palmarès

### Club

#### Competizioni nazionali
- Campionato argentino: 1

Boca Juniors: 2015
- Campionato lettone: 1

Riga FC: 2020